# Šišava (Vlasotince)
Šišava (Vlasotince) (em cirílico: Шишава) é uma vila da Sérvia localizada no município de Vlasotince, pertencente ao distrito de Jablanica, na região de Vlasina. A sua população era de 1060 habitantes segundo o censo de 2011.

## Demografia
| 1948  | 1953  | 1961  | 1971  | 1981  | 1991  | 2002  | 2011  |
| ----- | ----- | ----- | ----- | ----- | ----- | ----- | ----- |
| 1 099 | 1 117 | 1 097 | 1 076 | 1 038 | 1 057 | 1 125 | 1 060 |